# Pseudagrion daponshanensis
Pseudagrion daponshanensis är en trollsländeart som beskrevs av Zhou 2007. Pseudagrion daponshanensis ingår i släktet Pseudagrion och familjen dammflicksländor. Inga underarter finns listade i Catalogue of Life.